# Lugnås församling
Lugnås församling är en församling i Vadsbo kontrakt i Skara stift. Församlingen ligger i Mariestads kommun i Västra Götalands län och ingår i Lugnås-Ullervads pastorat. 

## Administrativ historik
Församlingen har medeltida ursprung.
Församlingen var till 2006 annexförsamling i pastoratet Björsäter, Lugnås och Bredsäter. Församlingen införlivade 2006 Bredsäters och Björsäters församlingar och utgjorde därefter till 2010 ett eget pastorat för att från 2010 ingå i pastorat med Ullervads församling.

## Kyrkor

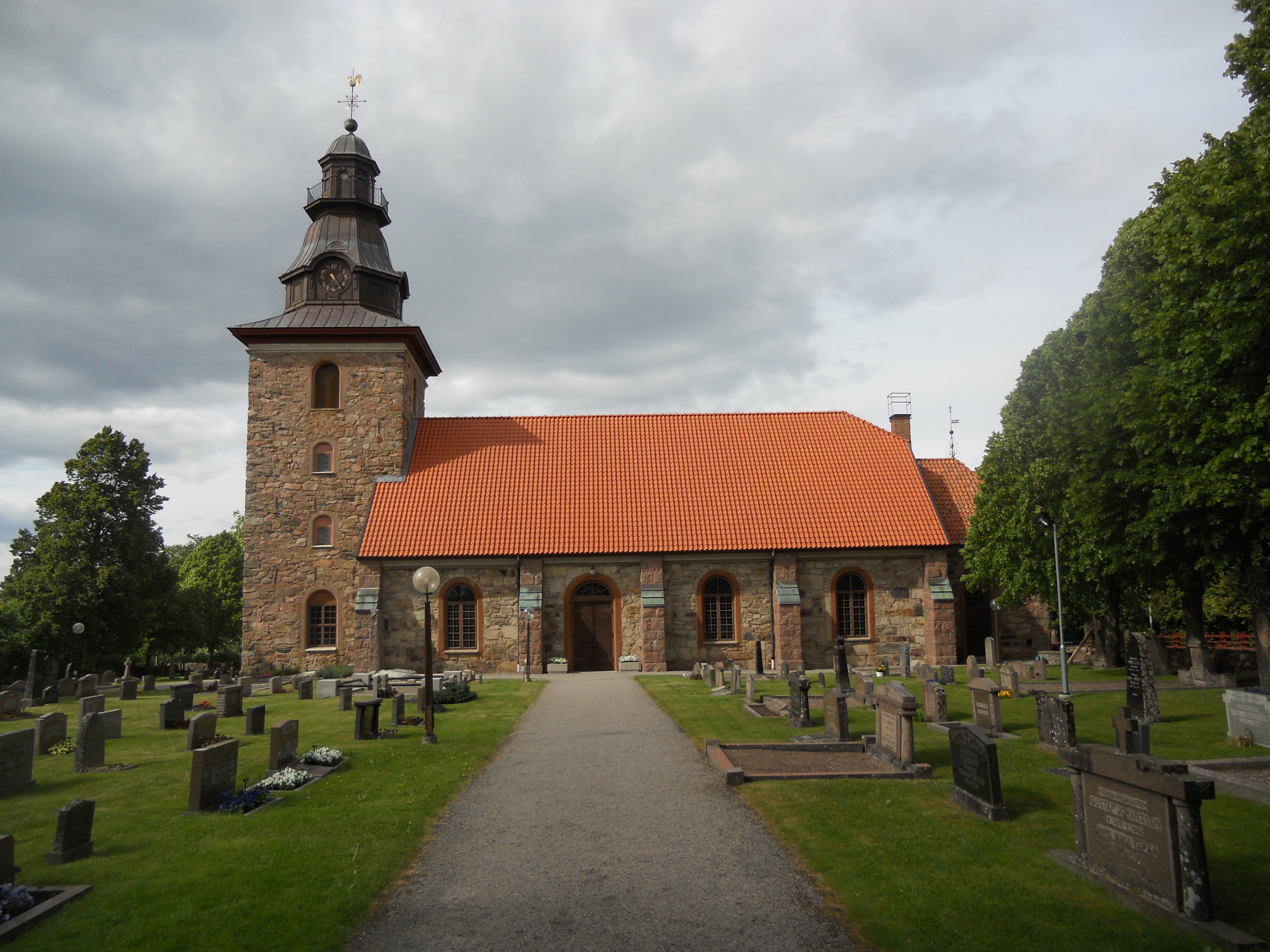
Björsäters kyrka
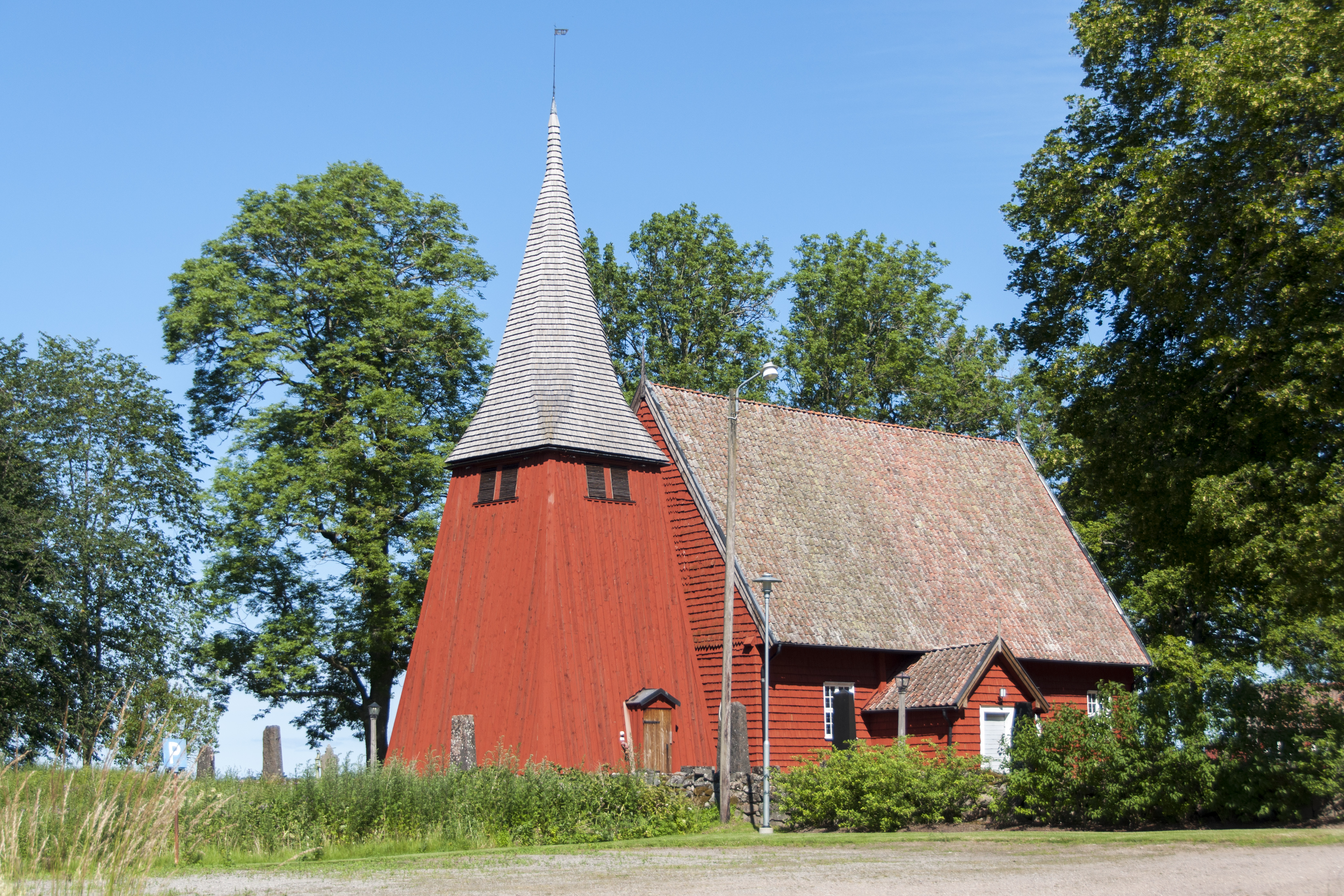
Bredsäters kyrka
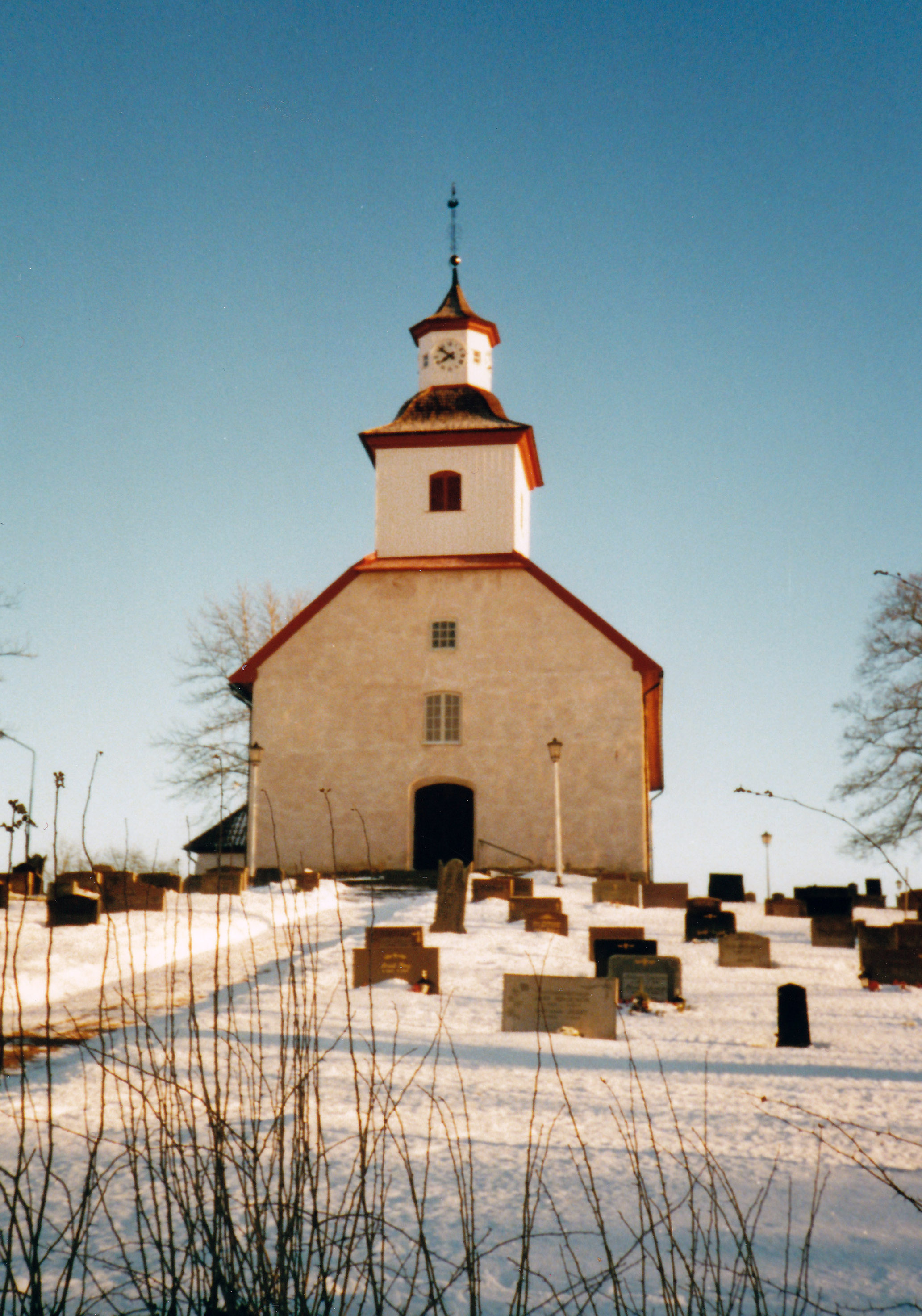
Lugnås kyrka